# Archaeoattacus
Archaeoattacus — род чешуекрылых из семейства павлиноглазок и подсемейства Arsenurinae.

## Систематика
В состав рода входят:
- Archaeoattacus staudingeri (Rothschild, 1895) — Сандалэнд и полуостровная Малайзия
- Archaeoattacus edwardsii (White, 1859) — полуостровная Малайзия и Гималаи